# Старотогульська сільська рада
Старотогу́льська сільська рада (рос. Старотогульский сельский совет) — сільське поселення у складі Тогульського району Алтайського краю Росії.
Адміністративний центр — село Старий Тогул.

## Історія
2008 року ліквідовані Верх-Коптельська сільська рада (село Верх-Коптелка) та Уксунайська сільська рада (село Уксунай), території увійшли до складу Старотогульської сільради.

## Населення
Населення — 1031 особа (2019; 1287 в 2010, 1765 у 2002).

## Склад
До складу сільської ради входять:
| Населений пункт     | Населення, осіб (2002) | Населення, осіб (2010) |
| ------------------- | ---------------------- | ---------------------- |
| Верх-Коптелка, село | 204                    | 85                     |
| Старий Тогул, село  | 1275                   | 1077                   |
| Уксунай, село       | 286                    | 125                    |